# Riccio da Parma
Domenico de' Marenghi, noto come Riccio da Parma (Soragna, 1473 circa – Parma, 4 agosto 1521), è stato un condottiero italiano, uno dei 13 italiani che combatterono contro altrettanti francesi nella storica disfida di Barletta del 13 febbraio 1503.

## Biografia
Il suo nome di cavaliere gli deriva dal padre Pietro, noto come Riccio da Soragna o Riccio da Parma, che diverse circostanze fanno ritenere al suo fianco nella battaglia di Fornovo del 1495, dove trovò la morte. Domenico si mise poi al servizio di Ludovico Sforza e combatté al fianco di Bartolomeo Colleoni col nome di Riccio da Parma. Si distinse per il suo valore, tanto da essere definito in alcuni atti pubblici del 1500 e 1501 «strenuo uomo».
Dopo aver servito gli Sforza, andò a Roma per mettersi al servizio di Prospero Colonna, all'epoca alleato degli spagnoli. Il Gran Capitano degli spagnoli Consalvo di Cordova lo scelse per partecipare alla disfida cavalleresca che si svolse il 13 febbraio 1503 nella piana di Trani, nota come disfida di Barletta, che vide 13 cavalieri italiani confrontarsi vittoriosamente contro altrettanti colleghi francesi.

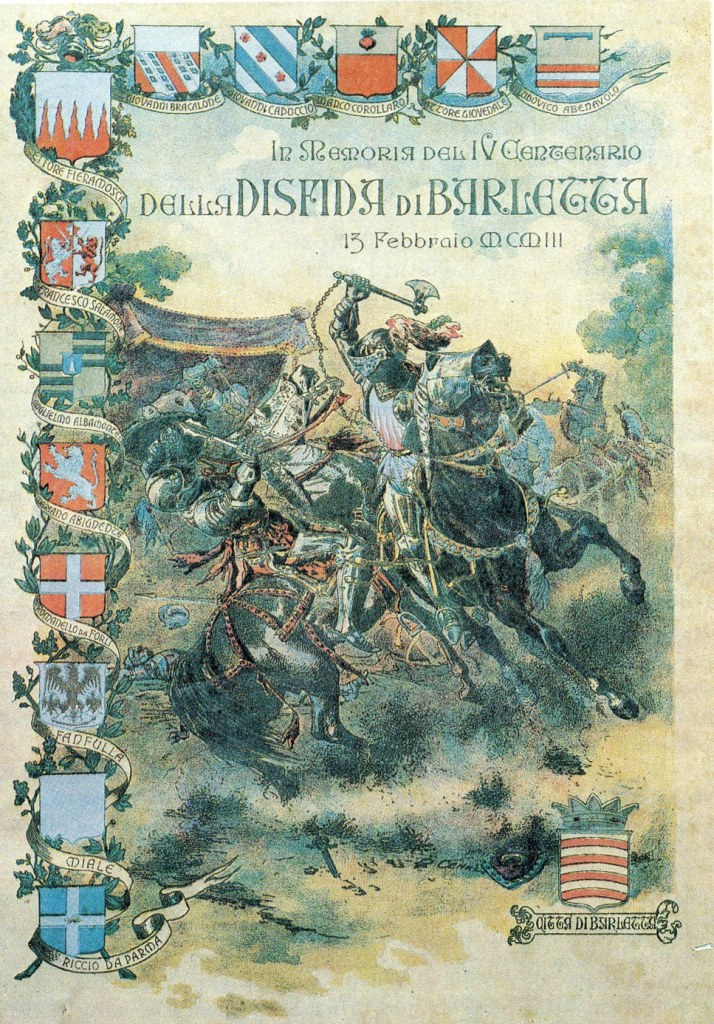
Manifesto della Disfida di Barletta del 13 febbraio 1503. In basso a sinistra è riportato lo stemma della famiglia di Riccio da Parma

Nel 1505 Domenico tornò a Parma. Fu al servizio per alcuni anni del marchese di Mantova Francesco II Gonzaga, combattendo con lui come capitano di diverse truppe armate.
Nel 1521 partecipò alla difesa di Parma assediata dalle truppe francesi e veneziane, come testimonia Francesco Guicciardini, all'epoca governatore speciale della città. Fu tra coloro che difesero con successo il bastione strategico di Stradella (nei pressi di Collecchio), più volte assaltato dai francesi. Al suo fianco c'era anche il siciliano Francesco Salamone, che aveva combattuto con lui a Barletta.
Il Consiglio degli Anziani di Parma e il governatore Guicciardini ricompensarono i valorosi difensori, e a Riccio venne concesso un generoso vitalizio. Poté godere di esso per poco tempo, perché morì dopo due anni, stroncato da un'epidemia di peste.
La città di Parma gli ha dedicato il Borgo Riccio da Parma, una via del centro storico trasversale a strada Farini. 

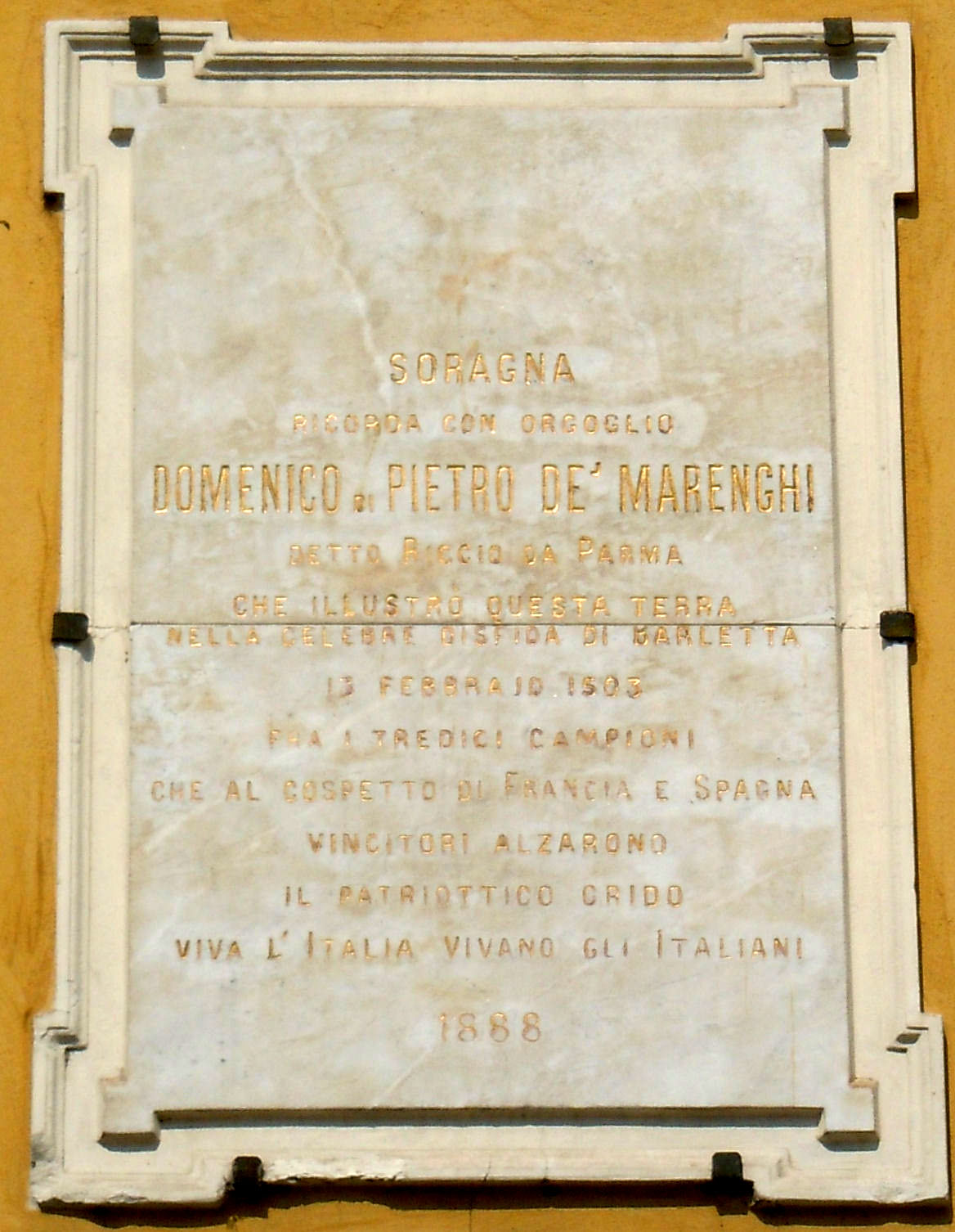
La lapide dedicata a Riccio da Parma, posta a Soragna

Soragna, suo paese natale, gli ha dedicato la Piazza Riccio da Parma, dove nel 1888 è stata posta una lapide marmorea con la seguente iscrizione:

### Altra ricostruzione biografica
Il 13 febbraio 1503 ebbe luogo, nei pressi di Barletta, la celebre disfida che vide contrapposti tredici cavalieri italiani e tredici cavalieri francesi, a cui partecipò anche Riccio da Parma. La gloria e i natali di questo cavaliere sono stati contesi da alcune città italiane allo scopo di fregiarsi dalle gesta da lui compiute nella disfida. Così si sostiene che Riccio sia di Parma, poi che sia nato a Soragna, quindi che sia di Somma Vesuviana, ma senza plausibili e convincenti argomentazioni suffragate da prove concrete. Lo storico Domenico Priori riferisce che «si credette conoscere con certezza la patria di Riccio de Parma, ritenendo che il cognome indicasse il luogo di origine, ma questo poi venne identificato da alcuni con Soragna e da altri con Somma Vesuviana. Queste disparate a false convinzioni nacquero e si propagarono perché non si conosceva ancora il manoscritto di Virgilio Caprioli».

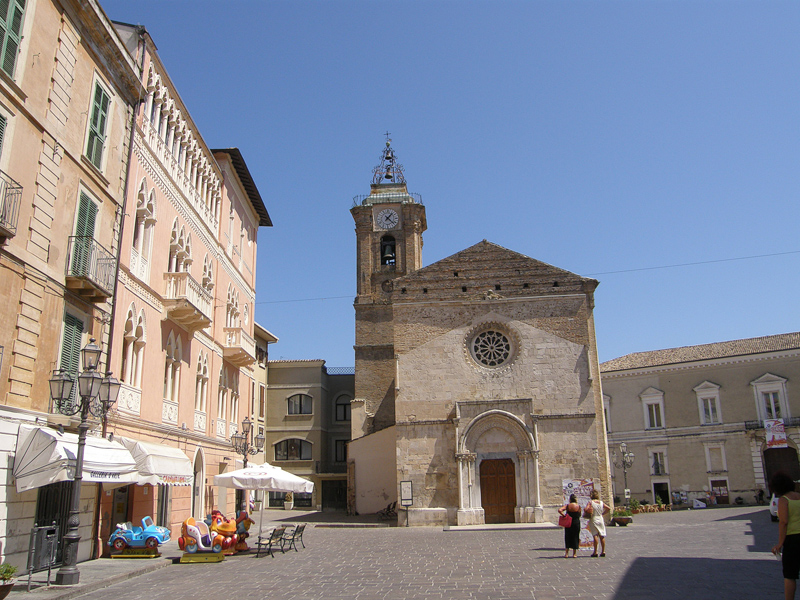
Vasto, centro storico, il corso Riccio De Parma e la cattedrale di San Giuseppe

Virgilio Caprioli, nato a Vasto nel 1548, fu giureconsulto, archeologo, studioso di cose patrie, il quale ebbe notizia più vicina dei fatti relativi all'avvenimento. Un altro storico vastese, Nicola Alfonso Viti, nato intorno al 1600, riporta nella sua opera Memoria dell'antichità del Vasto che molti suoi contemporanei conobbero il Riccio come cittadino di Vasto, tanto che nel libro di estimo dell'Università di Histonium (antico appellativo del Municipio Romano, oggi Vasto) fra i possedimenti del seniore Carlo Bassano, erano indicate alcune fabbriche di laterizi situate a Vasto Marina «quae fuerunt Ricci de Parma». Infine anche un altro storico, Giovan Battista Pacichelli, riporta Riccio da Parma come cittadino vastese. Del resto, che esistesse a Vasto nel XVI secolo una famiglia "de Parma" è confermato da un documento inconfutabile, dove si legge testualmente:
(Libro matrimoniale della parrocchia di San Pietro, p. 97)
Ad avvalorare ulteriormente la patria vastese di Riccio de Parma, vi è il particolare che Vasto era, all'epoca, feudo dei d'Avalos, che erano schierati dalla parte degli Spagnoli contro i Francesi.
Negli anni venti la strada del corso a Vasto (ex via degli Scarpari) fu intitolata a Riccio de Parma.

## Discendenza
Domenico de' Marenghi si sposò due volte: 
- la prima volta con Giovanna Pallavicino dei marchesi di Pellegrino, dalla quale ebbe un figlio di nome Annibale;
- la seconda volta con Andriola de' Lucanis, dalla quale ebbe un figlio maschio, Girolamo, e cinque figlie femmine. Quando il padre morì alle quattro di loro che erano ancora nubili la città di Parma concesse una dote di 100 lire imperiali.